# 古波蔵保好

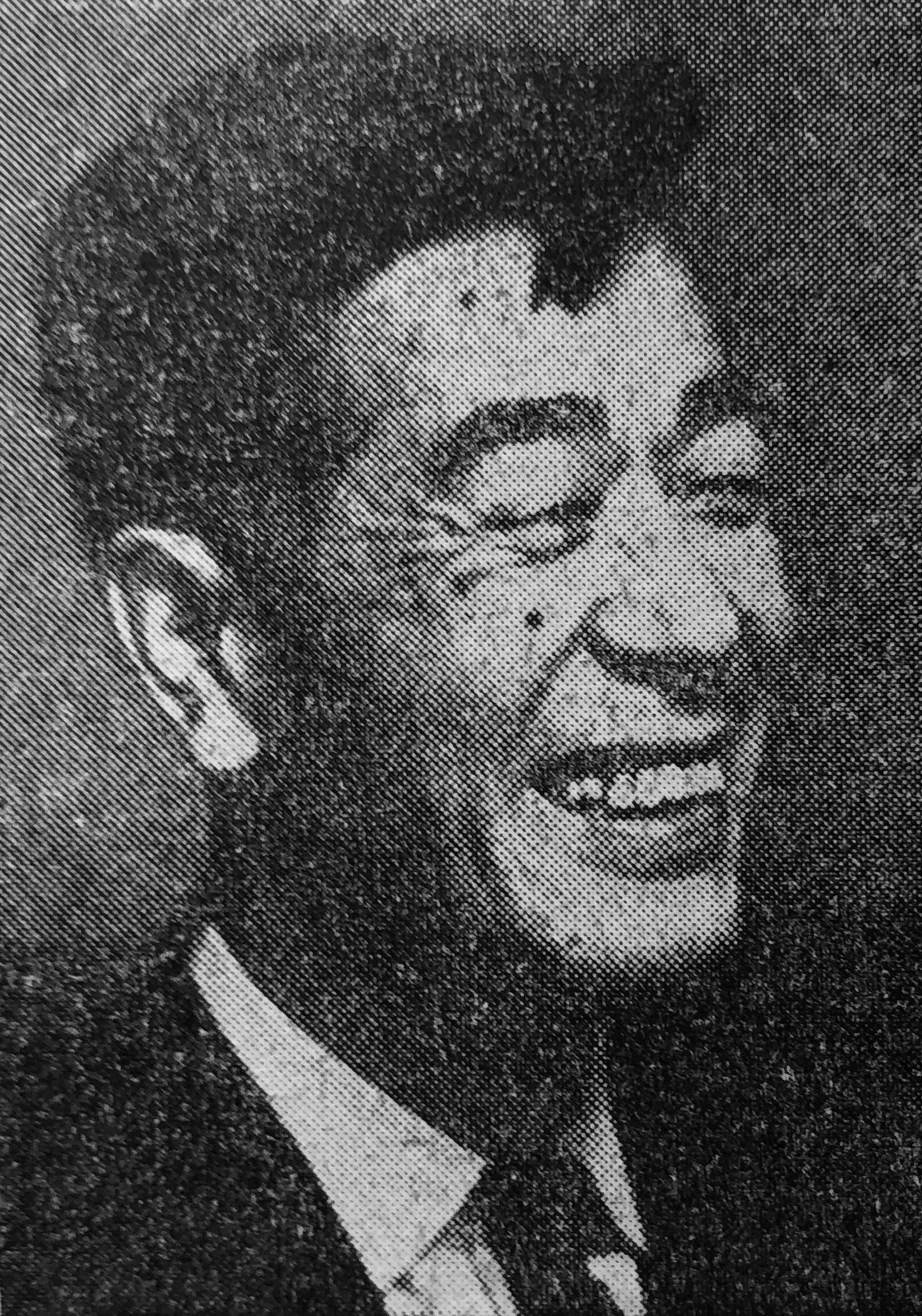
1961年撮影

古波蔵 保好（古波藏 保好、こはぐら ほこう・やすよし、1910年3月23日 - 2001年8月30日）は、日本のエッセイスト、評論家。妻は服飾評論家の鯨岡阿美子。妹は琉球料理研究家の古波蔵登美で、登美の孫（姪孫）にあたるのが作家・与那原恵である。

## 来歴・人物
沖縄県首里市（現・那覇市）金城出身。沖縄県立一中卒業、東京外国語学校印語学科中退（1930年）。
1931年、当時県域新聞社として発行していた沖縄日日新聞（後の沖縄日報）に記者として入社。1941年、大阪毎日新聞社に移籍し社会部記者、論説委員。
1964年に退社後はエッセイスト、評論家として、日本エッセイストクラブ賞を獲得した『沖縄物語』をはじめ、沖縄県の歴史、文化・世相風俗、食などに関する著書を多数発表した。また那覇市の中心部久茂地に、琉球料理専門店「美榮（みえ）」の二代目店主を務めていた。
1972年には、第1回ベストドレッサー賞（学術・文化部門）を受賞している。
2001年8月30日、肺癌により91歳で死去、喪主は長男保男が務めた。

## 著書
- 『非常識夫婦論』ポケット文春（1963年、文藝春秋新社）
- 『航跡―日本人の記録』毎日ノンフィクション・シリーズ（1965年、毎日新聞社）
  - 『航跡―造船士官福田烈の戦い』（1996年2月、光人社NF文庫）
- 『愛しはじめた人へ―心をとらえる愛の技法』大和人生文庫（1978年、新版1986年、大和書房）
  - 『愛しはじめた人に―心をとらえる愛の技法』（1987年ほか、大和書房）、単行新版
- 『レディース街12番通り』（1978年、本郷出版社）
- 『ステーキの焼き加減』（1979年7月、文化出版局、1983年4月、新潮文庫）
- 『沖縄物語』（1981年4月、新潮社）
- 『男を磨くセンス』（1982年1月、大和書房）
  - 『男の衣裳箪笥』（1983年1月、新潮文庫）
- 『磨かれた女にセンス・アップ』（1982年12月、大和書房）
- 『料理沖縄物語』（1983年1月、作品社）、朝日文庫、講談社文庫で再刊
- 『老いの教訓―生き生き八十年』（1994年4月、講談社）
- 『骨の髄までうまい話』（1997年6月、新潮社）